# Francis North, 1:e baron Guilford
Francis North, född den 22 oktober 1637, död den 4 september 1685, var en engelsk adelsman, bror till Dudley och Roger North, far till Francis North, 2:e baron Guilford.
North var 1675-82 överdomare (chief justice of common pleas) samt blev  1682 lordkansler och pär under titeln baron Guilford.